# Ditaxis rubricaulis
Ditaxis rubricaulis är en törelväxtart som beskrevs av Ferdinand Albin Pax och Käthe Hoffmann.
Ditaxis rubricaulis ingår i släktet Ditaxis och familjen törelväxter. Inga underarter finns listade i Catalogue of Life.